# Bush Key
Bush Key est une île des Keys, archipel des États-Unis d'Amérique situé dans l'océan Atlantique au sud de la péninsule de Floride. Elle relève du parc national des Dry Tortugas.